# Stora Flyten
Stora Flyten är ett naturreservat i Skinnskattebergs kommun och Surahammars kommun i Västmanlands län.
Området är naturskyddat sedan 2008 och är 634 hektar stort. Reservatet består av olika typer av mossar och kärr och myrområdet Stora Flyten. Omkring våtområdena och på myrholmar växer barrskog och enstaka lövträd. Större delen av reservatet saknar vägar och stigar, men Bruksleden passerar några delar. 
I närheten av Stora Flyten ligger Virsbo bruk som tillverkade stångjärn. För att driva ugnarna krävdes stora mängder träkol som tillverkades i skogen i kolmilor. Man kan fortfarande hitta kolbottnar där kolmilor stått.
I några av naturreservatets sjöar finns regnbåge, öring, abborre och gädda. På myrarna växer skvattram, rosling, tuvull, vattenklöver och hjortron.
Bland lavar och mossor finns njurlav, bårdlav, lunglav, flytvitmossa, sotvitmossa, rostvitmossa och uddvitmossa.

## Galleri

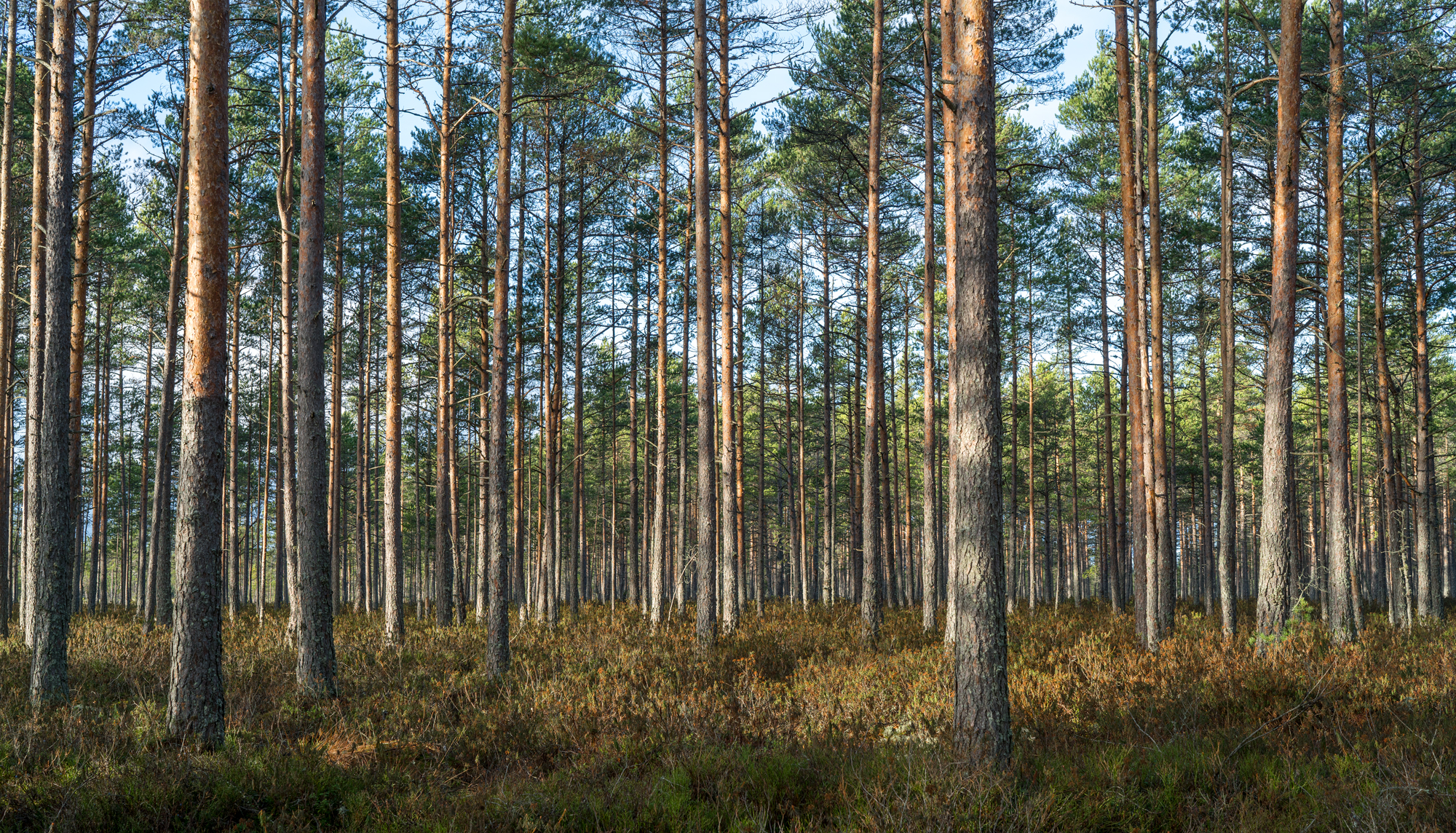
Högmosse med tallskog och skvattram.
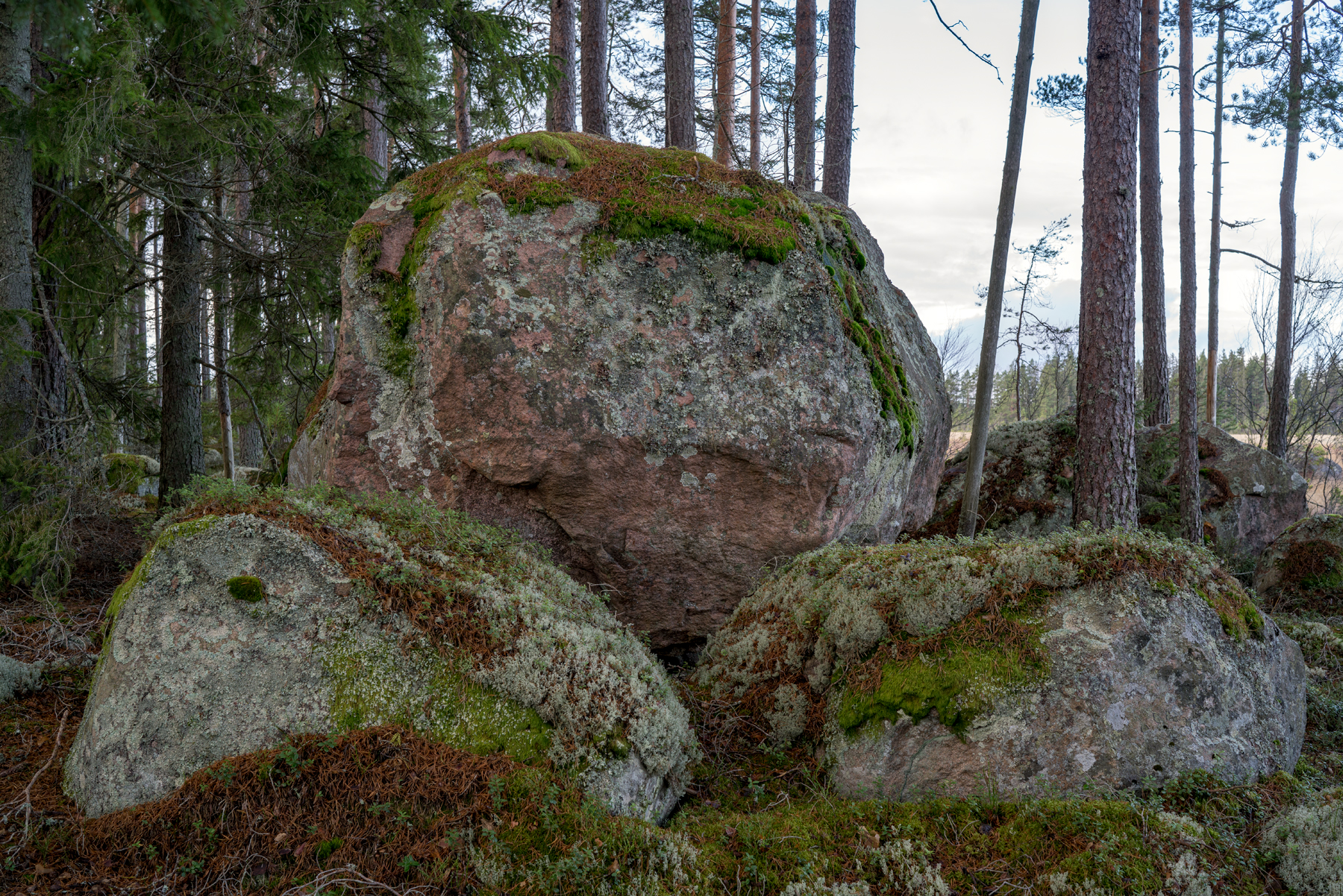
Blockmark - en lämning från istiden.
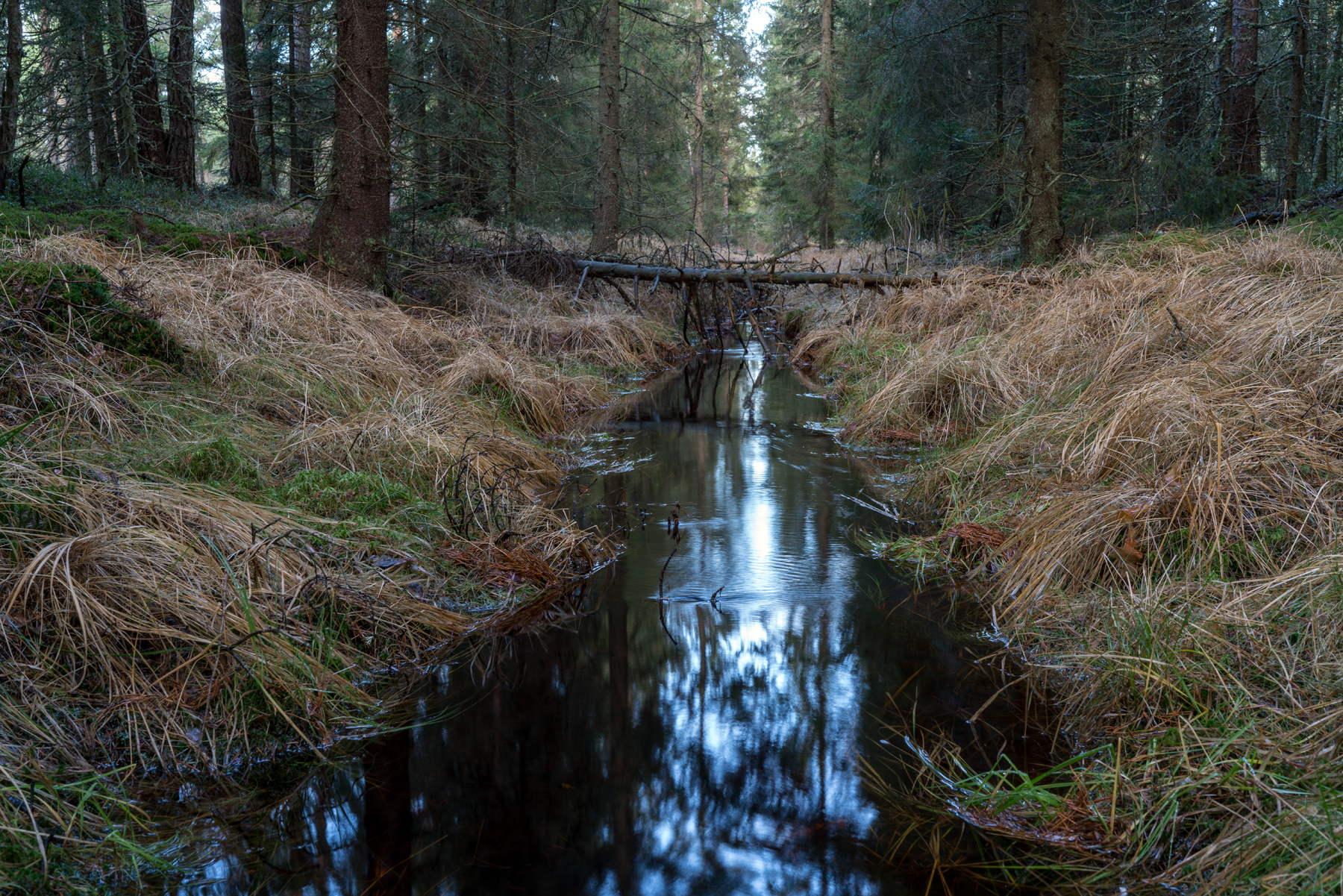
Utdikningsdike.
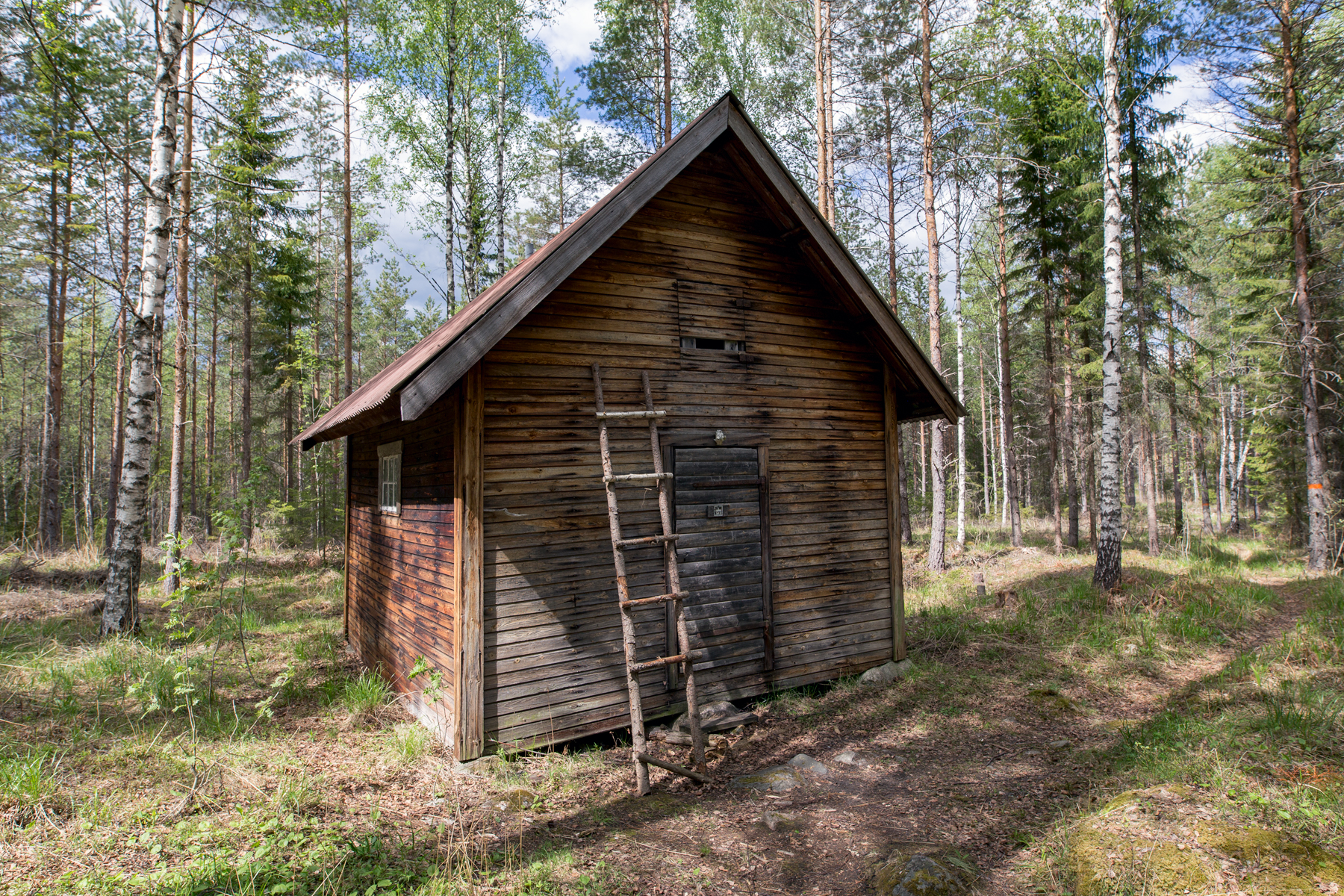
Stenbjörnsstugan vid Bruksleden.
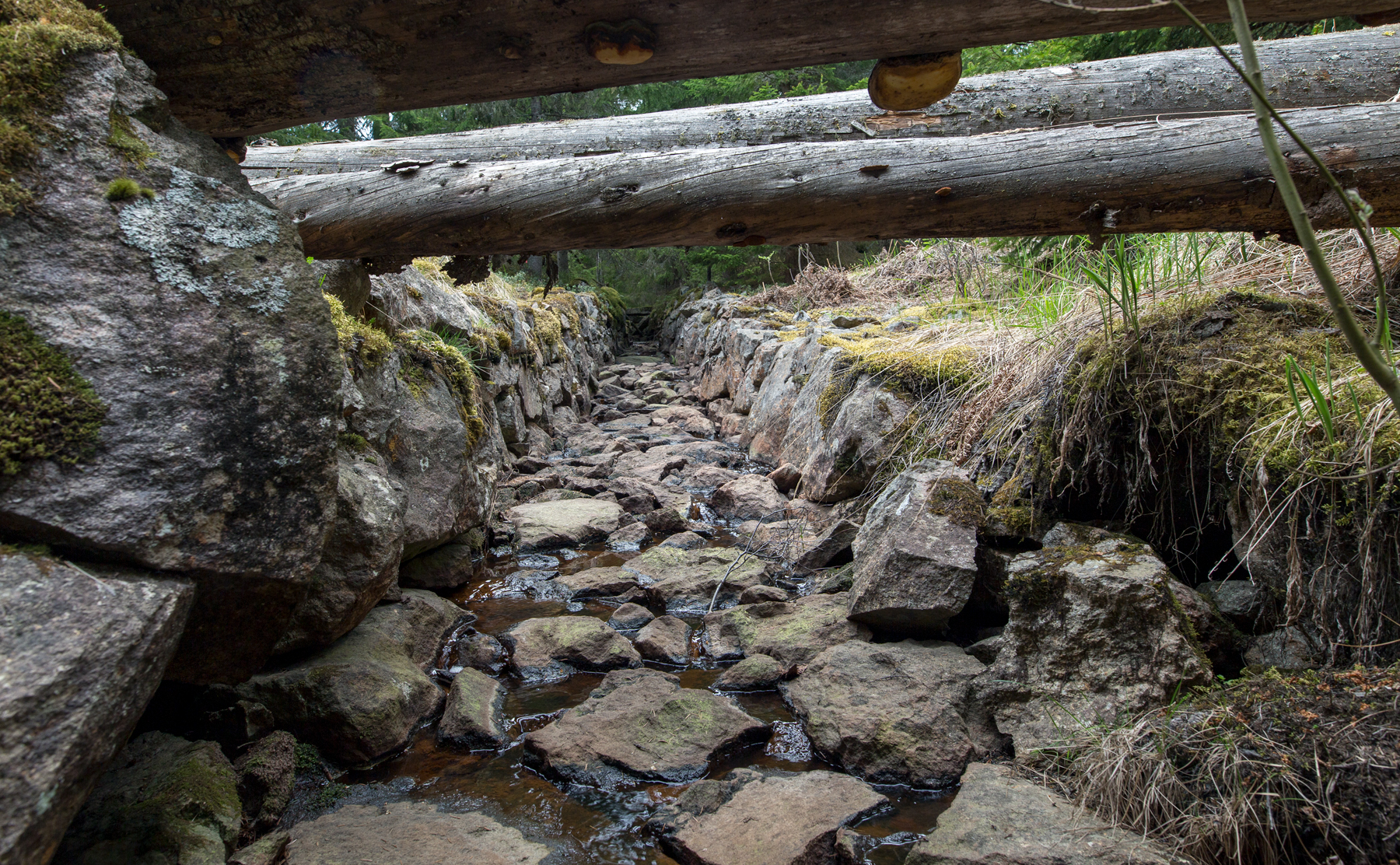
En lång stenlagd ränna.